# Niagara County
Niagara je okres (county) amerického státu New York založený v roce 1808. Správním střediskem je město Lockport s 21 165 obyvateli (k roku 2020), největším a nejlidnatějším městem jsou Niagara Falls při stejnojmenných vodopádech.

## Obyvatelstvo

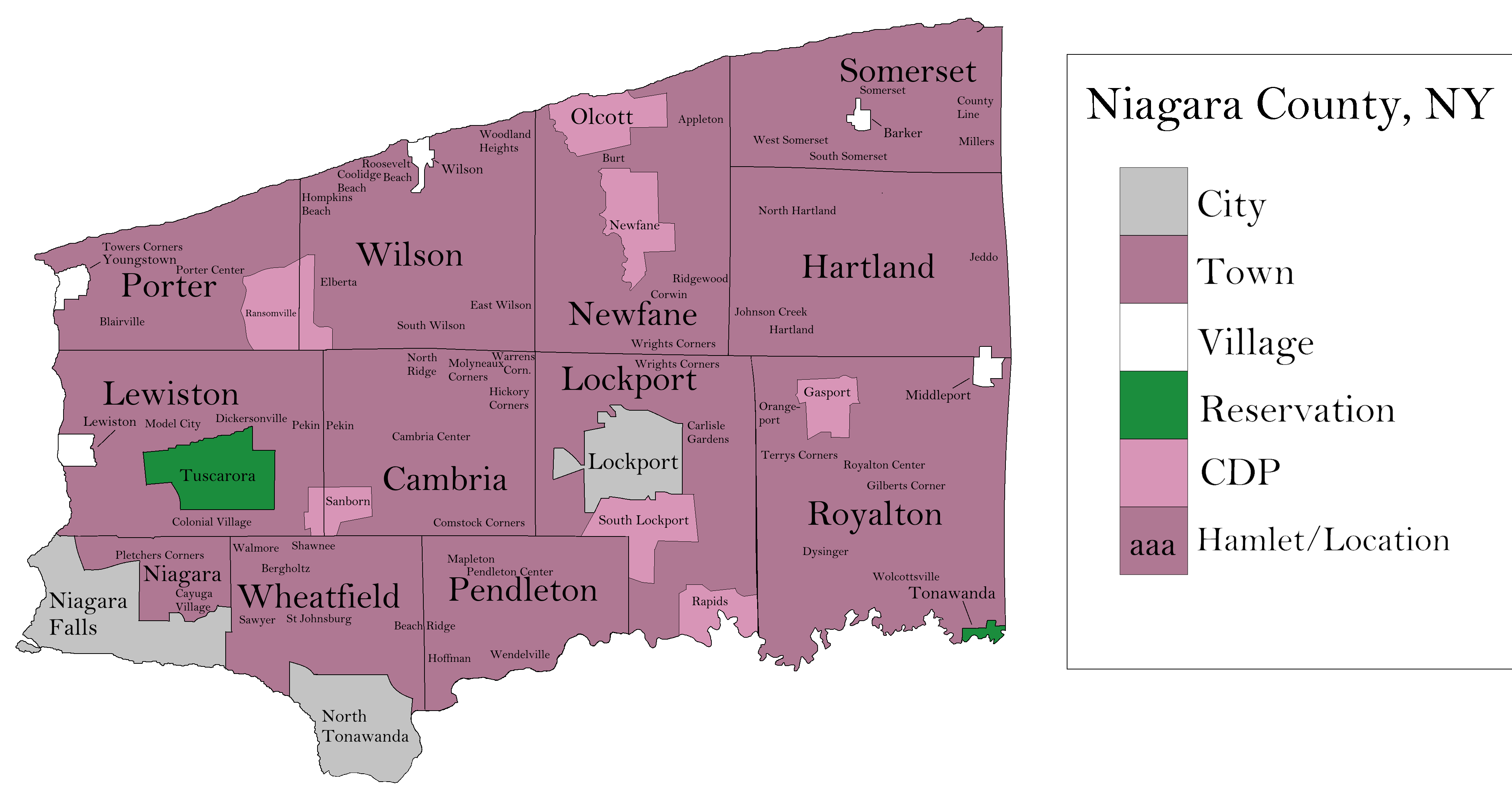
Mapa okresu Niagara County: šedě značená velkoměsta, fialově města, bíle vesnice, zeleně přírodní rezervace

Počet obyvatel: 
216 130 (v roce 2006), 219 846 (v roce 2000, 212 666 (v roce 2020). Z toho ženy tvořily 51,6 % (v roce 2005)
| #  | Název           | Počet obyvatel | město                | oblast          |
| -- | --------------- | -------------- | -------------------- | --------------- |
| 1. | Niagara Falls   | 50 193         | město                | Greater Niagara |
| 2. | North Tonawanda | 31 568         | město                | Greater Niagara |
| 3. | Lockport        | 21 165         | město                | Southeast       |
| 4. | South Lockport  | 8 234          | sídlo městského typu | Southeast       |
| 5. | Newfane         | 3 822          | sídlo městského typu | Lake Shore      |

## Sousední okresy
- východ - Orleans
- jihovýchod - Genesee
- jih - Erie

## Historie
Když byly v roce 1683 v kolonii New York vytyčeny okresy, byl současný Niagara County částí Albany County a celá oblast součástí Nového Nizozemska. Albany bylo obrovské hrabství, zahrnující i sever státu New York, současný stát Vermont a teoreticky sahalo na západ až k Tichému oceánu. Bylo zmenšeno 3. července 1766 vytvořením Cumberland County a dále 16. března 1770 vytvořením Gloucester County, oba okresy nyní patří do Vermontu. 12. března 1772 bylo zbylé území rozděleno na tři části, z nichž jedna zůstala pod názvem Albany County, další nazvána Tryon. V roce 1784 skončila americká válka a název okresu Tryon byl změněn na počest generála Richarda Montgomeryho, který dobyl několik míst v Kanadě a zemřel při pokusu o dobytí Quebecu. V roce 1789 byl Ontario County odtržen od Montgomery. Genesee County byl oddělen z Ontario County v roce 1802. 
Okres Niagara County byl vytvořen z Genesee County v roce 1808. Území bylo větší než současné, ale většinou pusté, jediným městem byla Cambria.
V letech 1814-1817 byl okres Cattaraugus rozdělen mezi Belmont (sídlo Allegany County) a Buffalo (tehdy v okrese Niagara). Niagara County řídila západní část Cattaraugus County, tehdy známé jako město Perry. V 1821 se Erie County oddělil z Niagara County.